# Каприфоль
Каприфо́ль, или Жи́молость каприфо́ль, или Жи́молость ко́зья, или Жи́молость души́стая (лат. Lonícera caprifólium) — вьющийся кустарник, типовой вид рода Жимолость семейства Жимолостные. В диком виде встречается на юге Европы и на Кавказе, растёт по опушкам и в лесах на хорошо освещённых солнцем местах с влажной почвой. Декоративное растение.

## Этимология
Видовое название «caprifolium» произошло от латинских слов capra — коза и folium — лист.

## Ботаническое описание
Листопадный вьющийся кустарник высотой до 6 м.
Молодые побеги светло-зелёные, иногда с фиолетовым оттенком, на старых побегах кора бурая.
Листья супротивные, широкоэллиптические, длиной 4—10 см. Сверху они тёмно-зелёного цвета, снизу сизые. Несколько пар верхних листьев на побеге (обычно 1—2 пары) срастаются основаниями, образуя эллиптическую пластинку.
Цветки желтовато-белые, снаружи часто с красноватым оттенком, собраны в мутовки в пазухах верхних сросшихся листьев. Венчик 4—5 см длиной, двугубый. Цветки душистые, их аромат усиливается к вечеру. Период цветения каприфоли — с мая по июль.
Плоды несъедобные, оранжевые или красные, диаметром 6—8 мм, между собой не срастаются.  Плодоножки короткие, из-за чего кажется, что плоды «приклеены» к листу. Созревают в конце июля — августе.

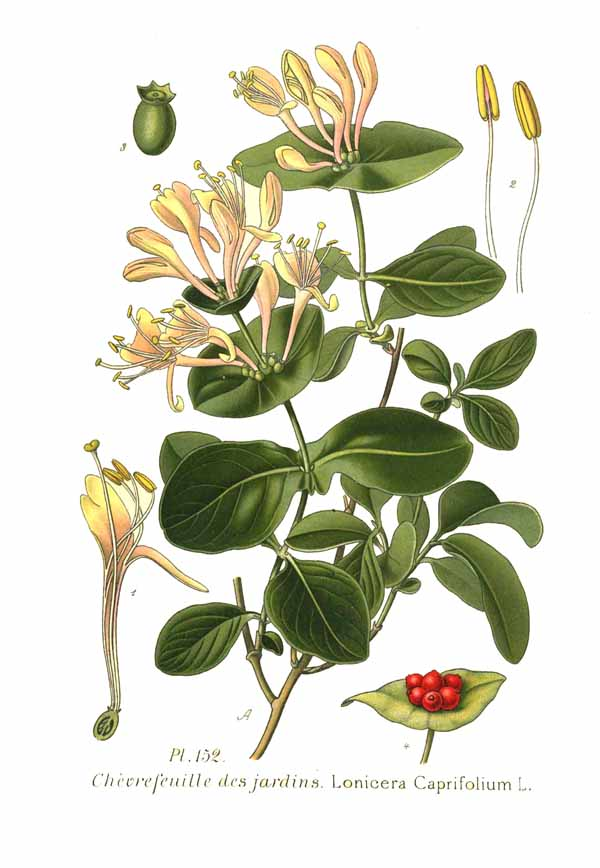
Ботаническая иллюстрация из Atlas des plantes de France, 1891

## Применение
Жимолость каприфоль часто используется в качестве декоративного садового растения для вертикального озеленения. Она довольно неприхотлива, быстро растёт и хорошо переносит формирующую обрезку. Каприфоль светолюбива, требовательна к плодородию и влажности почвы. Размножается семенами, черенками, но, проще всего, стеблевыми отводками.
Экстракт из цветков каприфоли применяется в косметической промышленности и в ароматерапии.

## Классификация

### Таксономия
Lonicera caprifolium L., 1753, Sp. Pl.: 173
Вид Жимолость каприфоль относится к роду Жимолость (Lonicera) семейства Жимолостные (Caprifoliaceae) порядка Ворсянкоцветные (Dipsacales). Кладограмма в соответствии с Системой APG IV по состоянию на декабрь 2023 года:
|  |                                      |  |                                   |                                   |                       |  | ещё 1 семейство | ещё 1 семейство |                     |  |  |  | еще 194 подтвержденных вида и 113 видов, ожидающих подтверждения |
|  |                                      |  |                                   |                                   |                       |  | ещё 1 семейство | ещё 1 семейство |                     |  |  |  | еще 194 подтвержденных вида и 113 видов, ожидающих подтверждения |
|  |                                      |  |                                   | порядок Ворсянкоцветные           |                       |  |                 |                 | род Жимолость       |  |  |  |                                                                  |
|  |                                      |  |                                   | порядок Ворсянкоцветные           |                       |  |                 |                 | род Жимолость       |  |  |  |                                                                  |
|  | отдел Цветковые, или Покрытосеменные |  |                                   |                                   | семейство Жимолостные |  |                 |                 | Жимолость каприфоль |  |  |  |                                                                  |
|  | отдел Цветковые, или Покрытосеменные |  |                                   |                                   | семейство Жимолостные |  |                 |                 |                     |  |  |  |                                                                  |
|  |                                      |  | ещё 63 порядка цветковых растений | ещё 63 порядка цветковых растений |                       |  |                 | ещё 28 родов    | ещё 28 родов        |  |  |  |                                                                  |
|  |                                      |  |                                   | ещё 63 порядка цветковых растений |                       |  |                 |                 | ещё 28 родов        |  |  |  |                                                                  |

### Синонимы
- Caprifolium atropurpureum hort. ex K.Koch
- Caprifolium germanicum Delarbre
- Caprifolium hortense Lam.
- Caprifolium italicum Medik.
- Caprifolium magnevilleae hort. ex Dippel
- Caprifolium pallidum Schur
- Caprifolium perfoliatum Roehl.
- Caprifolium rotundifolium Moench
- Caprifolium sylvaticum Lam.
- Caprifolium vulgare Medik.
- Lonicera pallida Host
- Lonicera suavis Salisb.
- Periclymenum italicum Mill.
- Periclymenum perfoliatum Gray